# Samsung Galaxy Tab
Das Samsung Galaxy Tab ist das Ursprungsmodell einer ganzen Serie von Tabletcomputern des südkoreanischen Konzerns Samsung. Eine komplette Auflistung der Samsung Tablets findet sich hier.
Das Ursprungsmodell Samsung Galaxy Tab (Modellbezeichnung GT-P1000), nach Erscheinen größerer Tablets auch mit dem Zusatz 7.0 versehen, wurde erstmals am 2. September 2010 auf der IFA präsentiert und seit dem 11. Oktober 2010 in Deutschland geliefert. Als Betriebssystem wurde Android 2.2 Froyo benutzt.

## Technische Details
Das TFT-LC-Display misst 7 Zoll bei einer Auflösung von 1024 × 600 Pixeln. Dem 1,0-GHz-Prozessor ARM Cortex-A8 (Hummingbird) stehen 512 MB Arbeitsspeicher zur Verfügung. Zu den weiteren Eigenschaften zählen eine 3,2-Megapixel-Kamera mit LED-Blitz an der Rückseite sowie eine 1,3-MP-Kamera für Videotelefonie an der Frontseite, UMTS mit HSDPA und HSUPA, WLAN-Unterstützung und die Touchscreen-Eingabehilfe Swype. Zum Zeitpunkt des Verkaufsstarts kam Android 2.2 (Froyo) zum Einsatz.
Zusätzlich zum Prozessor enthält das Galaxy Tab einen separaten Grafikprozessor, die PowerVR-SGX540-GPU. Diese sorgt insgesamt für ein flüssigeres Arbeiten des Systems und kommt vor allem beim Drehen von Videos mit der maximalen Auflösung von 720 × 480 Pixeln und bei grafisch aufwändigen Spielen zum Einsatz. Auch beim Surfen im Internet bringt der Grafikbeschleuniger Vorteile, da Android in der verwendeten Version 2.2 volle Unterstützung von Adobe Flash mitbringt.
Das Galaxy Tab Wifi verwendet dagegen neben dem ebenfalls mit 1,0 GHz getakteten ARM-Cortex-A8-Prozessor eine leistungsschwächere PowerVR-SGX530-GPU. Dies kann unter Umständen zum Ruckeln bei Videos über einer Auflösung von 480p führen. Die Wifi-Version besitzt auch statt Bluetooth in der Version 3.0 nur ein 2.1-Interface.
Für das Display wird Gorilla Glass eingesetzt.